# My December
My December – trzeci album Kelly Clarkson, który ukazał się 22 czerwca 2007 w Niemczech, 23 czerwca 2007 w Australii, 25 czerwca 2007 w Wielkiej Brytanii i 26 czerwca w Ameryce Północnej.
Kelly w wywiadzie dla "Soulshine" wyznała, że większość tekstów utworów na krążek napisała sama. Album sprzedł się łącznie w ilości ponad 2 milionów egzemplarzy na całym świecie (głównie w USA – ponad milion), co jak do tej pory jest najgorszym wynikiem w karierze piosenkarki.

## Lista utworów
| #   | Tytuł                      | Autorzy                          |      |
| --- | -------------------------- | -------------------------------- | ---- |
| 1.  | "Never Again"              | Clarkson/Messer                  | 3:36 |
| 2.  | "One Minute"               | Clarkson/Dioguardi/Maida         | 3:05 |
| 3.  | "Hole"                     | Clarkson/Messer/Baker/Kahne      | 3:01 |
| 4.  | "Sober"                    | Clarkson/Eubanks/McEntire/Messer | 4:50 |
| 5.  | "Don't Waste Your Time"    | Clarkson/Messer                  | 3:35 |
| 6.  | "Judas"                    | Clarkson/Messer/Baker/Kahne      | 3:36 |
| 7.  | "Haunted"                  | Clarkson/Messer/Halbert          | 3:18 |
| 8.  | "Be Still"                 | Clarkson/Eubanks                 | 3:24 |
| 9.  | "Maybe"                    | Clarkson/Messer/Eubanks          | 4:22 |
| 10. | "How I Feel"               | Clarkson/Messer/Baker/Kahne      | 3:40 |
| 11. | "Yeah"                     | Clarkson/Messer                  | 2:42 |
| 12. | "Can I Have a Kiss"        | Clarkson/Messer/Baker)           | 3:29 |
| 13. | "Irvine"                   | Clarkson/Eubanks                 | 4:15 |
| 14. | "Chivas" (Utwór dodatkowy) | Clarkson/Messer                  | 3:31 |

### Utwory bonusowe iTunes Store
| #  | Tytuł                              | Autorzy               |      |
| -- | ---------------------------------- | --------------------- | ---- |
| 1. | "Dirty Little Secret"              | Clarkson/Messer       | 3:32 |
| 2. | "Never Again" (Dave Aude Remix)    | Clarkson/Messer       | 3:05 |
| 3. | "Never Again" (Dave Aude Club Mix) | Clarkson/Messer       | 3:01 |
| 4. | "Not Today"                        | Clarkson/Kahne/Messer | 4:50 |

## Single
"Never Again" jest pierwszym singlem z albumu My December. Jego premiera odbyła się na oficjalnej stronie internetowej Kelly Clarkson 4 kwietnia 2007. Piosenka zagościła w amerykańskich rozgłośniach radiowych 13 kwietnia 2007. Teledysk do singla był nagrywany w Los Angeles w dniach 10-13 kwietnia 2007. Światowa premiera klipu odbyła się 1 maja w programie TRL telewizji MTV.
Kolejnym singlem artystki został utwór "Sober", wydany tylko w Ameryce Północnej. Ze względu na niski airplay utworu, nie został zrealizowany do niej teledysk. Po jakimś czasie wydano utwór "One Minute", jednak tylko w Australii. Piosenkarka nie zrealizowała do tego utworu żadnego klipu. W pozostałych krajach jako singel wydana została piosenka "Don't Waste Your Time", do której dla odmiany Kelly nagrała teledysk. Żaden z tych utworów nie powtórzył sukcesu poprzednich singli artystki.
| Rok  | Singel                  | Najwyższe Pozycje | Najwyższe Pozycje | Najwyższe Pozycje | Najwyższe Pozycje | Najwyższe Pozycje | Najwyższe Pozycje |
| Rok  | Singel                  | U.S. Hot 100      | U.S. Pop          | CAN Hot 100       | AUS               | UWC               | UK                |
| ---- | ----------------------- | ----------------- | ----------------- | ----------------- | ----------------- | ----------------- | ----------------- |
| 2007 | "Never Again"           | 8                 | 5                 | 8                 | 5                 | 19                | 9                 |
| 2007 | "Sober"                 | 110               | 93                | -                 | -                 | -                 | -                 |
| 2007 | "Don't Waste Your Time" | N/A               | N/A               | N/A               | -                 | -                 | -                 |
| 2007 | "One Minute"            | N/A               | N/A               | N/A               | 36                | -                 | -                 |